# Комаровка (Самарская область)
Комаро́вка — село в Шигонском районе Самарской области. Входит в состав сельского поселения Волжский Утёс.

## География
Расположено на берегу Усинского залива, образованного на реке Усе Куйбышевским водохранилищем. Рядом с Комаровкой расположены сёла Берёзовка, Волжский Утёс.

## История
Село основано в конце XVII— первой трети XVIII веков беглыми русскими переселенцами.
Однако в окрестностях села существовали небольшие поселения со времён бронзового века, о чём свидетельствуют результаты археологических экспедиций.

## Население
| 2010 |
| ---- |
| 350  |

## Улицы
- Гагарина
- Лесная
- Нижняя
- Пушкина
- Школьная
- Садовая
- Северная
- Советская
- Спортивная

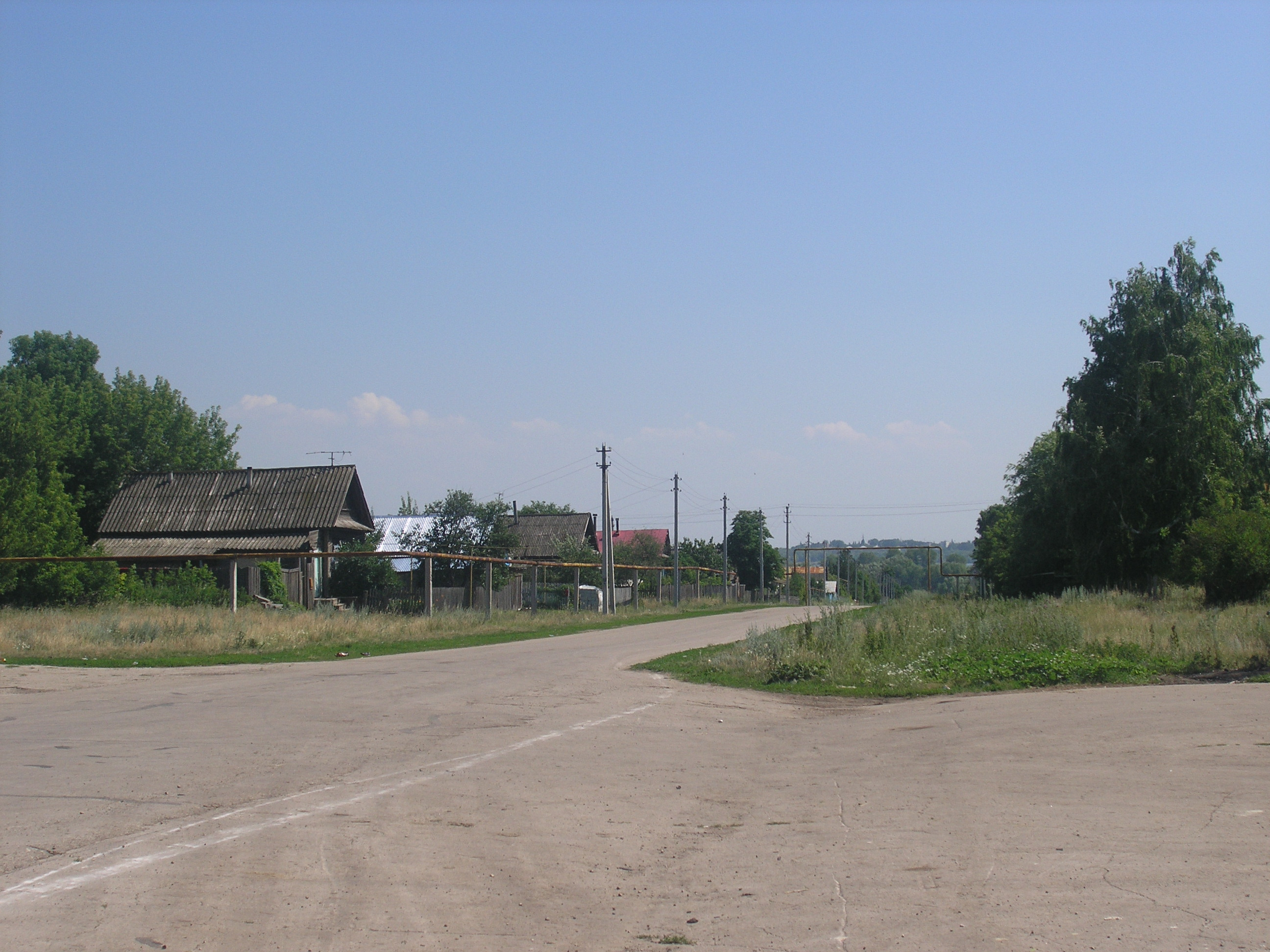
Улица села
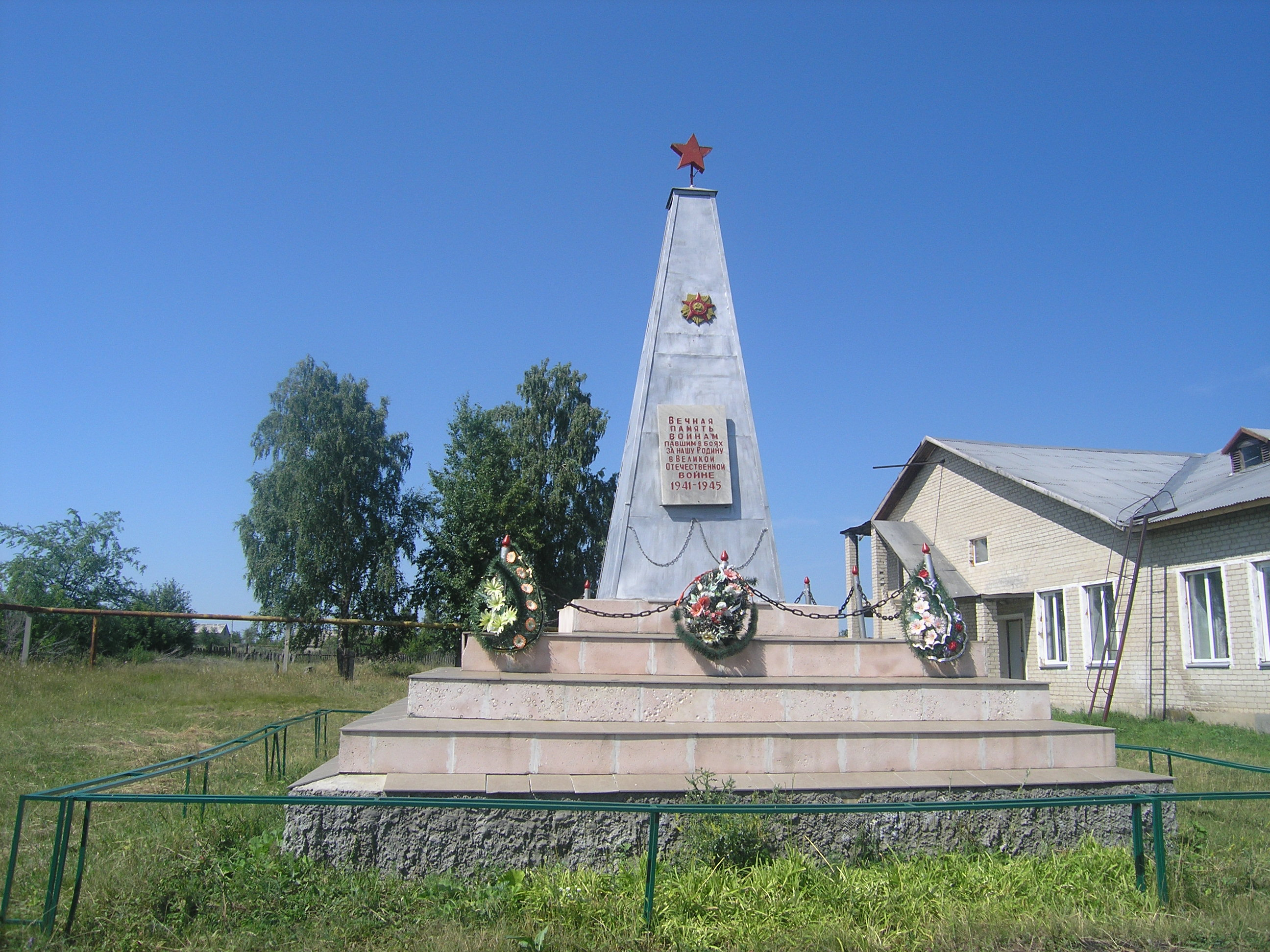
Памятник погибшим в Великой Отечественной войне